# 和歌山県道29号田辺龍神線
和歌山県道29号田辺龍神線（わかやまけんどう29ごう たなべりゅうじんせん）は、和歌山県田辺市を通る主要地方道（和歌山県道）である。

## 概要
右会津川という河川に沿って田辺市を縦断している。みなべ町の北東部の田辺市との境界に沿って、みなべ町も通過している。この県道は国道425号、国道424号を経由した先にも続いており、日高川町を通り、田辺市との境界付近にある寒川という河川に沿って設置されている。日高川町寒川を通過すると地図によっては表示されていないが、カーブが多く狭い道の林道が続き終点の旧・龍神村に至る。日高川町寒川から終点までは点線県道になっているため、車は通行不能（接続している林道はあるが、道路は狭隘）。
元来は虎ケ峰を越える道路であったが、現在はトンネルでその下を通り抜ける。
田辺市街は湊交差点を起点とし、銀座交差点で右折、直進、国道424号の交点を右折、数百メートル国道424号と供用（分断区間もバイパス道路がある）してすぐ左折という歪な設置となっているが、これはもともとの生活道路を幹線道路として拡幅したためである。
田辺市上秋津からはほぼ一本線で、右会津川の奇絶峡を経て田辺市龍神村柳瀬の虎ヶ峰交差点（ラウンドアバウト）に続いている。この間は全区間片側１車線の主要道路となっているが、勾配、アップダウンが激しい区間も多い。
田辺市龍神村小家から日高川町寒川に至る区間も道幅が狭く、椿山ダム近くにある日高川町串本から接続する糠越トンネル経由の方が道幅が広い。

### 路線データ
- 実延長：46.015km
- 起点：田辺市湊（和歌山県道31号田辺白浜線・和歌山県道32号紀伊田辺停車場線交点）
- 終点：田辺市龍神村湯ノ又（国道371号交点）

## 歴史
- 1954年（昭和29年）
  - 1月20日 - 建設省（現・国土交通省）が主要地方道田辺川上湯浅線を指定。
  - 4月6日 - 和歌山県が主要県道9号田辺川上湯浅線を認定。
- 1976年（昭和51年）4月1日 - 建設省が主要地方道御坊十津川線を指定。
- 1977年（昭和52年）
  - 3月29日 - 奈良県が主要県道32号御坊十津川線を認定。
  - 6月18日 - 和歌山県が主要県道25号御坊十津川線を認定。
- 1982年（昭和57年）
  - 4月1日 - 建設省から、主要県道田辺川上湯浅線の一部と主要県道御坊十津川線の一部を主要地方道田辺十津川線に指定。
  - 12月24日 - 奈良県が主要県道32号田辺十津川線を認定。
- 1983年（昭和58年）2月1日 - 和歌山県が主要県道9号田辺十津川線を認定。
- 1993年（平成5年）5月11日 - 建設省から、主要県道田辺十津川線の一部が田辺龍神線として主要地方道に指定される[1]。
- 1994年（平成6年）4月1日 - 和歌山県が主要県道9号田辺十津川線を廃止し、主要県道29号田辺龍神線を認定。奈良県が主要県道32号田辺十津川線を廃止。
- 2022年（令和4年）10月23日 - 田辺市上秋津工区 (0.44km) が開通する[2]。

## 路線状況

### 重複区間
- 和歌山県道35号上富田南部線（田辺市秋津町 地内）
- 国道425号（田辺市龍神村柳瀬 - 田辺市龍神村小家）
- 国道424号（田辺市龍神村福井 - 田辺市龍神村小家）

### 道の駅
- 道の駅紀州備長炭記念公園
- 道の駅水の郷日高川 龍游（国道424号 重複区間内）

### トンネル
- 奇絶峡トンネル（田辺市）- 537m
- 虎ケ峰トンネル（田辺市・南部町）- 385m
- 不動坂隧道（日高川町）- 30m

## 地理

### 通過する自治体
- 田辺市
- 日高郡
  - みなべ町
  - 日高川町
- 田辺市

### 交差する道路
- 和歌山県道31号田辺白浜線・和歌山県道32号紀伊田辺停車場線・和歌山県道206号文里湊線（起点）
- 和歌山県道208号秋津川田辺線（田辺市高雄・会津交差点）
- 国道424号（田辺市高雄・小泉北交差点、小泉南交差点）
- 国道42号（田辺市秋津町・秋津町交差点）
- 和歌山県道35号上富田南部線（田辺市秋津町）
- 和歌山県道35号上富田南部線（田辺市秋津町）
- 和歌山県道209号長野上秋津線（田辺市上秋津・上秋津交差点）
- 和歌山県道30号田辺印南線（田辺市秋津川）
- 和歌山県道198号龍神中辺路線（田辺市龍神村柳瀬）
- 国道425号（田辺市龍神村柳瀬）
- 国道424号（田辺市龍神村福井）
- 国道425号（田辺市龍神村小家）
- 国道424号（田辺市龍神村小家）
- 国道371号（終点）

### 沿線にある施設など
- 奇絶峡
- 龍神温泉